# Antropologia do direito
Antropologia do direito, Antropologia legal ou Antropologia jurídica é uma área da Antropologia (ou etnologia) voltada ao estudo das categorias que perpassam o saber jurídico: seus mecanismos de produção, reprodução e consumo, o que abrange desde a descrição das normas, elaboração das leis, análise da coexistência de sistemas jurídicos formais e informais, pesquisa do desvio das normas legais, perícia, mediação e resolução de conflitos, além da correção e readaptação dos desviantes dos parâmetros normativos aceitos pela sociedade. No campo teórico,  a antropologia jurídica formula e discute os fatores culturais e sociais que os operadores do direito desenvolvem durante os processos legais. Estudando tanto o “ser” quanto o “dever-ser”.
Uma perspectiva hoje obsoleta limita a antropologia jurídica ao estudo da Ordem social, das Regras e das Sanções em sociedades "simples": de "direito primitivo", não especializado, não diferenciado, não estatizado. (as aspas e negrito são do citado autor) . Hoje, todavia, a antropologia jurídica não só se ocupa do direito do Outro, mas também das instituições jurídicas das sociedades complexas do mundo ocidental industrializado.

## Objeto de estudo
A Antropologia do Direito busca identificar, classificar e analisar as formas de como se organiza o "campo" jurídico
A Antropologia do Direito se ocupa das regras executáveis, ou seja, o aspecto legal ou normativo das sociedades, abrangendo também a questão da justiça, como elementos que interagem na organização social e cultural.
Define-se em alguns programas de pós-graduação acadêmica, como aquele gênero de "estudos comparativos de processos de resolução de conflitos, das relações de poder e de processos de formação de opinião política em contextos sócio-culturais específicos."[carece de fontes?] Para Geertz  é preciso um esforço para não impregnar costumes sociais com significados jurídicos, nem para corrigir raciocínios jurídicos através de descobertas antropológicas e sim criar um ir e vir hermenêutico entre os dois campos, olhando primeiramente para uma direção e depois na outra, a fim de formular as questões morais, políticas e intelectuais que são importantes para ambos.

## Origens e perspectivas
Pode-se tomar como origem dessa proposição de interpolação e comparação, que os advogados chamam de "antropologia legal"  e  os antropólogos chamam de "antropologia do direito", os trabalhos de Immanuel Kant (1724-1804) designados por ele mesmo de filosofia moral em três obras: Fundamentação da metafísica dos costumes (1785), Crítica da razão prática (1788) e Metafísica dos costumes (1798). Para Mauss em etnologia entende-se por "direito" ou sociologia jurídica e moral o que os anglo-saxões denominam de social anthropology abordando tantos os problemas morais com suas interfaces com os fenômenos econômicos e políticos, com os relativos à organização social.
A Antropologia jurídica do século XIX constituiu-se como mais um instrumento de dominação e legitimação de valores etnocêntricos  e diante da impossibilidade de construir uma teoria geral do direito (Geertz oc. p. 327) e do objetivo hermenêutico, que propõe a antropologia interpretativa de Geertz, que permeia a abordagem de todas as visões de mundo: "a compreensão de ‘compreensões’ diferentes da nossa".
A antropologia do direito avançou com a pesquisa de campo proposta pelos cientistas que puseram de lado discussões teóricas sem base na observação e sistematização de dados empíricos. Assim como ocorreu nos demais ramos da antropologia cultural, a técnica de observação participante, utilizada na Antropologia do Direito de linha funcional, contribuiu para a explicitação do conceito de "transgressão e castigo", independentemente do conteúdo moral do comportamento desviante (Émile Durkheim), e contribuiu para a desmistificação da imagem do "bom selvagem" (Jean-Jacques Rousseau).
Para uma discussão sobre a Antropologia do Direito, sob uma ótica funcionalista, formulada a partir de pesquisas de campo, ver o trabalho pioneiro de Bronisław Malinowski em "Crime and Custom in Savage Society" (1926) e "Sex and Repression in Savage Society".
Quanto a uma abordagem pluralista do direito, o livro "Anthropology of Law", de Leopold Pospisil. representa um paradigma que nos países de fala portuguesa é exemplificado pela obra do sociólogo (ainda que com métodos e teorias antropológicos) português Boaventura de Souza Santos.

## Ver também

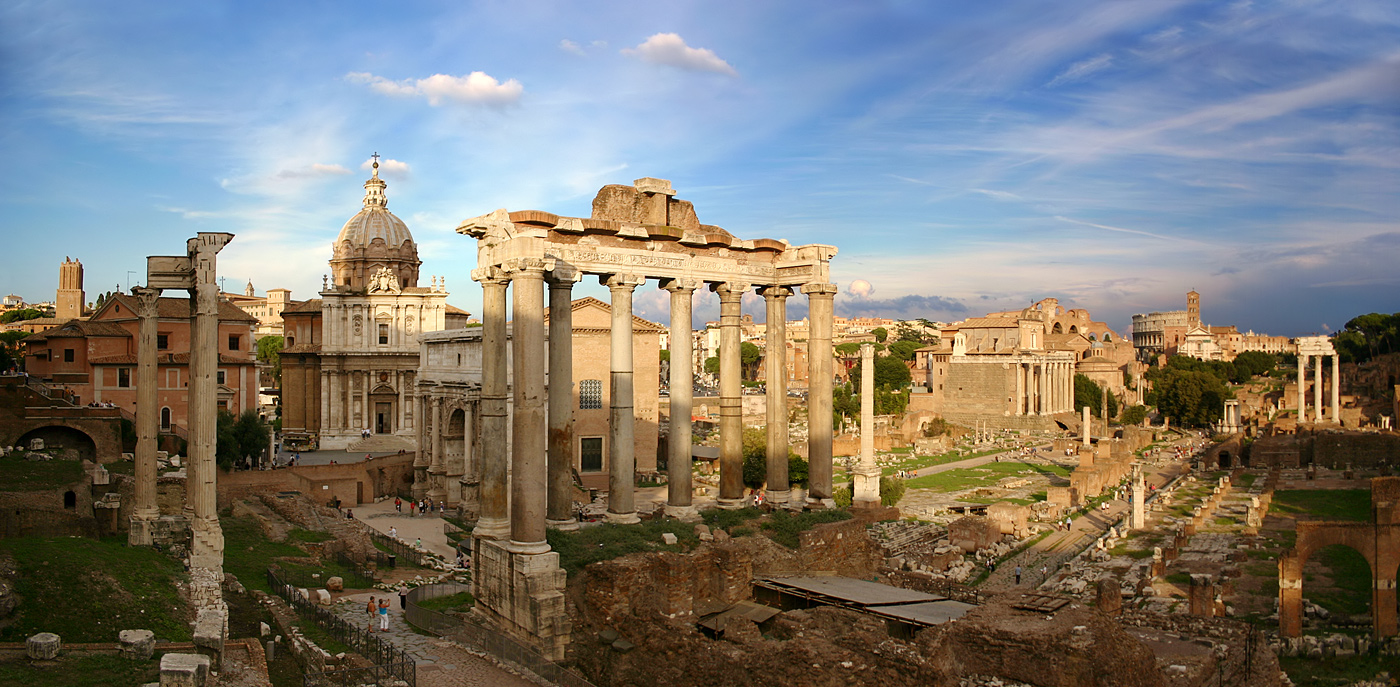
Fórum romano, Roma.